# College voor de Rechten van de Mens
Het College voor de Rechten van de Mens is een onafhankelijke instantie, die toeziet op de naleving van de mensenrechten in Nederland. Het instituut is bij wet ingesteld. Het beschermt, bevordert, bewaakt en belicht mensenrechten via onderzoek, advies en voorlichting. Dit geldt voor zowel Europees Nederland als voor Caribisch Nederland: de eilanden Bonaire, St. Eustatius en Saba. Het College richt zich hierbij op het maatschappelijk gedrag van particuliere burgers, van overheids-organisaties, maatschappelijke organisaties en politici. De instantie ziet ook toe op de naleving van de wetgeving op het gebied van gelijke behandeling en kan in individuele gevallen oordelen of iemand gediscrimineerd is op het werk, in het onderwijs of als consument.
Mensenrechten zijn rechten die gelden voor ieder mens waar ook ter wereld, dus ook in Nederland. Mensenrechten beschermen het individu tegen de macht van de staat, en zorgen ervoor dat mensen veilig en in waardigheid kunnen leven. Zo zijn er het recht op de vrijheid van meningsuiting, op onderwijs, gezondheidszorg, genoeg te eten en onderdak. Die rechten zijn vastgelegd in de Grondwet en in internationale verdragen.

## Toetsing
Artikel 1 van de Nederlandse Grondwet is een algemene bepaling die discriminatie door de overheid verbiedt. Om het recht op gelijke behandeling te garanderen, zowel tussen overheid en burgers als tussen burgers onderling, is artikel 1 van de Grondwet uitgewerkt en uitgebreid in de volgende wetten:
- Wet College voor de Rechten van de Mens (WCRM)
- Algemene wet gelijke behandeling (AWGB)
- Wet gelijke behandeling op grond van leeftijd (WGBL)
- Wet gelijke behandeling op grond van handicap of chronische ziekte (WGBH/CZ)
- Wet gelijke behandeling van mannen en vrouwen (WGB)
- Wet onderscheid arbeidsduur (WOA)
- Wet onderscheid bepaalde en onbepaalde tijd (WOBOT)

Het College voor de Rechten van de Mens kan situaties toetsen aan deze wetten.

## Discriminatiezaken
Iedereen die zich gediscrimineerd voelt kan een klacht indienen bij het College. Deze klacht moet gaan over discriminatiekwesties rondom werk, in het onderwijs of als consument. Mensen kunnen bij het College terecht als zij zich gediscrimineerd voelen vanwege:
- Geslacht (man, vrouw, transgender, zwangerschap)
- Leeftijd
- Godsdienst
- Seksuele gerichtheid (hetero-, homo-, of biseksueel)
- Ras (afkomst)
- Nationaliteit
- Handicap of chronische ziekte
- Burgerlijke staat (gehuwd, geregistreerd partnerschap of geen van beide)
- Arbeidsduur (voltijd of deeltijd)
- Vast of tijdelijk contract
- Levensovertuiging
- Politieke overtuiging

Belangenorganisaties en ondernemingsraden kunnen bij het College aankloppen als hun leden worden gediscrimineerd of omdat er discriminatie in de organisatie plaatsvindt.
Soms weet een organisatie zelf niet goed wat wel of niet mag in het kader van gelijke behandeling. Zij kan dan haar beleid voorleggen aan het College, dat vervolgens onderzoekt of het beleid niet discriminerend is.

## Geschiedenis

### Oprichting
Bij de verkiezingen tot lid van de Mensenrechtenraad van de Verenigde Naties in 2006 heeft Nederland toegezegd een nationaal mensenrechteninstituut op te richten. In juli 2009 heeft het kabinet besloten om de taken van de Commissie Gelijke Behandeling op te laten gaan in die van het nieuwe instituut. Met de oprichting van het College voor de Rechten van de Mens zijn deze taken verbreed tot het hele mensenrechtenspectrum. In 2010 publiceerde de regering de Memorie van toelichting op de Wet College voor de rechten van de mens, die dit brede takenpakket beschrijft.
In 2011 heeft het Nederlandse parlement de Wet College voor de rechten van de mens goedgekeurd.. De wet trad op 1 oktober 2012 in werking. Sinds die datum is het College voor de Rechten van de Mens een feit. Het College is hiermee een van de ruim honderd nationale mensenrechteninstituten in de wereld.

### A-status
In mei 2014 is aan het College voor de Rechten van de Mens de A-status toegekend. De accreditatie met de A-status komt van het internationale netwerk van mensenrechteninstituten (ICC) en geeft de mogelijkheid tot schriftelijke en mondelinge inbreng bij vergaderingen van toezichthouders in VN-verband.
Het betekent ook dat het College internationale erkenning heeft gekregen dat het de Beginselen van Parijs naleeft. Deze zijn in 1993 door de leden van de VN aangenomen. Het zijn de kwaliteitseisen waaraan nationale mensenrechteninstituten wereldwijd moeten voldoen. Instituten geaccrediteerd met de A-status hebben een breed mandaat om mensenrechten te beschermen, zijn onafhankelijk van de overheid, hebben een diverse en pluriforme samenstelling en voldoende middelen en onderzoeksbevoegdheden.
Met deze A-status heeft het College voor de Rechten van de Mens het volwaardig lidmaatschap gekregen van ICC, spreekrecht in vergaderingen van de VN-Mensenrechtenraad en een grotere inbreng in ruimer Verenigde Naties-verband. Dat alles komt weer ten goede aan de toezichthoudende taak op de mensenrechten in Nederland.

## Bestuurscrisis in 2023
In mei 2023 kwam een bestuurlijk conflict naar buiten bij het College voor de Rechten van de Mens. Aanleiding was een melding door vier bestuursleden van een vermoeden van een misstand gericht tegen de voorzitter. Vervolgens werd een onafhankelijk onderzoek uitgevoerd in opdracht van het Ministerie van Justitie en Veiligheid onder leiding van Winnie Sorgdrager. In juli 2024 kwam de samenvatting van het onderzoeksrapport naar buiten. Hieruit bleek dat er geen sprake is van een misstand. Wel deed de commissie aanbevelingen voor aanscherping van de governancestructuur en aanpassing van de bestuurscultuur. De voorzitter trad in juni 2023 tijdelijk terug. Sindsdien is er een interim voorzitter bij het College onder wiens leiding het Collegebestuur weer op sterkte zal worden gebracht.

## Lijst van voorzitters
| Periode   | Naam                        |
| --------- | --------------------------- |
| 2024–2025 | Nico Schrijver (waarnemend) |
| 2023–2024 | Jos Silvis (waarnemend)     |
| 2021–2023 | Jacobine Geel               |
| 2015–2021 | Adriana van Dooijeweert     |
| 2012–2015 | Laurien Koster              |